# Zdzisław Machoń
Zdzisław Machoń (ur. 26 września 1929 w Grodźcu, zm. 12 lutego 2023) – polski chemik i farmaceuta, prof. dr hab.

## Życiorys
Był absolwentem Akademii Medycznej we Wrocławiu, w 1962 obronił pracę doktorską, w 1969 uzyskał stopień doktora habilitowanego. W 1976 otrzymał tytuł profesora nadzwyczajnego, a w 1986 tytuł profesora zwyczajnego nauk farmaceutycznych.
Pracował w Katedrze i Zakładzie Chemii Organicznej na Wydziale Farmaceutycznym z Oddziałem Analityki Medycznej Akademii Medycznej im. Piastów Śląskich, oraz był członkiem Komitetu Terapii i Nauk o Leku PAN, a także Sekcji IV - Nauk Medycznych Centralnej Komisji do Spraw Stopni i Tytułów Naukowych.

## Odznaczenia i wyróżnienia
- Nagroda im. Hugona Steinhausa[1]
- Medal Ignacego Łukaszewicza[1]
- Medal Zasłużonego Nauczyciela[1]
- Złota Odznaka "Zasłużony dla Województwa i Miasta Wrocławia"[1]
- Medal im. S. Binieckiego[1]
- Odznaka i Tytuł Prezesa Rady Ministrów - Zasłużony dla Wynalazczości i Racjonalizacji[1]
- Nagroda naukowa I, II, III stopnia Rektora AM we Wrocławiu (kilkakrotnie)[1]
- Nagroda Naukowa Sekretarza Naukowego PAN[1]
- Indywidualna Nagroda Naukowa I stopnia Polskiego Towarzystwa Chemicznego[1]
- Medal "Academia Medica Vratislaviensis[1]
- Złota Odznaka Honorowa Akademii Medycznej[1]
- Odznaka "Za Wzorową Pracę w Służbie Zdrowia"[1]
- Złoty Krzyż Zasługi[1]
- Krzyż Kawalerski Orderu Odrodzenia Polski[1]